# Беллярминов, Иван Иванович
Ива́н Ива́нович Беллярми́нов (1837, Саратовская губерния — 1917, Петроград) — русский педагог-историк.

## Биография
Родился в 1837 году в Саратовской губернии.
По окончании курса в Саратовской духовной семинарии поступил в 1856 году в Главный педагогический институт, по упразднении которого в 1859 году, был переведён в Императорский Санкт-Петербургский университет. В 1860 году окончил историко-филологический факультет Санкт-Петербургского университета со званием старшего учителя гимназии и с обязательством прослужить по ведомству Министерства народного просвещения не менее 8 лет; состоя в числе педагогов, находящегося в Санкт-Петербурге педагогического курса с 1 августа 1860 года по 12 декабря 1861 года, он «приобрёл право преподавать в средних учебных заведениях всеобщую и русскую историю и политическую географию, с обязанностью, за полученную стипендию прослужить 4 года 1 месяц и 3 дня в учебном ведомстве, считая с 1 августа 1860 года».
Был определён старшим учителем истории в 3-ю Санкт-Петербургскую гимназию, где и состоял на службе с 12 декабря 1861 года по 15 апреля 1865 года. При этом 13 января 1862 года был командирован за границу с учёною целью на 2 года.
С 18 марта 1868 года он был определён сверхштатным преподавателем истории в 6-ю Санкт-Петербургскую гимназию; с 15 октября 1868 года — штатный преподаватель истории и древних языков. С 23 января 1869 года назначен преподавателем педагогики в Петербургский историко-филологический институт; указом от 21 мая 1875 года был произведён в чин коллежского советника с 1 марта 1871 года. По болезни был уволен в отставку приказом от 19 мая 1881 года с 1 июня.
С 24 января 1870 года по 1908 год был членом Учёного комитета Министерства народного просвещения. С 1 января 1892 года — действительный статский советник. Был награждён орденами: Св. Владимира 3-й ст. (01.01.1889) и 4-й ст. (01.01.1881), Св. Анны 2-й ст. (24.12.1876), Св. Станислава 2-й ст. с императорского короной и 2-й ст. (28.12.1873) и 3-й ст. (24.12.1871).
Написал учебники: «Курс всеобщей истории» (11-е изд. — СПб., 1905); «Руководство к древней истории» (10-е изд. — СПб., 1904); «Курс средней истории» (9-е изд. — СПб., 1903); «Курс русской истории» (11-е изд. — СПб., 1904); «Руководство к русской истории» (17-е изд. — СПб., 1904); «Элементарный курс всеобщей и русской истории» (33-е изд. — СПб., 1905).
Скончался  от воспаления лёгких 1 октября 1917 года в Петрограде; похоронен на Волковском кладбище.
Был женат на Елене Карповне Щегловой (ок. 1834 — 11.10.1898). У них родились сыновья: Сергей (род. 22.09.1874) и Александр (род. 19.09.1875).